# آجيوس
آجيوس، (بالإنجليزية: Aggius)‏، هي بلدية في مقاطعة ساساري، في منطقة سردينيا الإيطالية، وتقع على بعد حوالي 190 كم (120 ميل)، إلى الشمال من كالياري، وحوالي 35 كم (22 ميل) غرب أولبيا.

## السكان
في سنة 1861 بلغ عدد السكان 595 نسمة، وتطور العدد ليصل في سنة 2011 لـ 1٬602 نسمة.
يظهر هذا المخطط البياني تطور النمو السكاني لـ آجيوس